# National League 2022 (Neuseeland)
Die National League 2022 war die zweite Saison der in diesem Modus ausgetragenen National League als höchste Spielklasse im neuseeländischen Fußball unter dem Dach von New Zealand Football.

## Qualifikation

### Northern League
| Pl. | Verein             | Sp. | S  | U | N  | Tore    | Diff. | Punkte |
| --- | ------------------ | --- | -- | - | -- | ------- | ----- | ------ |
| 1.  | Auckland City (M)  | 22  | 20 | 1 | 1  | 068:160 | +52   | 61     |
| 2.  | Birkenhead United  | 22  | 16 | 2 | 4  | 056:240 | +32   | 50     |
| 3.  | Auckland United    | 22  | 15 | 4 | 3  | 060:220 | +38   | 49     |
| 4.  | Melville United    | 22  | 15 | 0 | 7  | 055:220 | +33   | 45     |
| 5.  | Hamilton Wanderers | 22  | 10 | 4 | 8  | 046:320 | +14   | 34     |
| 6.  | Western Springs    | 22  | 8  | 6 | 8  | 044:470 | −3    | 30     |
| 7.  | Manukau United     | 12  | 9  | 1 | 2  | 036:460 | −10   | 28     |
| 8.  | Bay Olympic        | 22  | 7  | 2 | 13 | 034:460 | −12   | 23     |
| 9.  | Takapuna (N)       | 22  | 5  | 6 | 11 | 031:430 | −12   | 21     |
| 10. | Eastern Suburbs    | 22  | 5  | 5 | 12 | 024:360 | −12   | 20     |
| 11. | Waiheke United (N) | 22  | 1  | 5 | 16 | 019:630 | −44   | 08     |
| 12. | North Shore United | 22  | 2  | 2 | 18 | 018:940 | −76   | 08     |

Platzierungskriterien: 1. Punkte – 2. Tordifferenz – 3. geschossene Tore

### Central League
Lower Hutt City wurde in dieser Saison von Wellington Phoenix II ersetzt, welche so aber auch noch weiterhin einen festen Startplatz in der Championship erhielten. Als Aufsteiger aus der Capital Premier kam Havelock North Wanderers dazu. Da sich Wainuiomata AFC nur zwei Wochen vor dem Start der Saison vom Spielbetrieb zurückgezogen hatte, wurde dieser Platz von Wellington United welche, in den Playoffs um den Aufstieg zuletzt den Kürzeren gezogen hatten.
| Pl. | Verein                       | Sp. | S  | U | N  | Tore    | Diff. | Punkte |
| --- | ---------------------------- | --- | -- | - | -- | ------- | ----- | ------ |
| 1.  | Wellington Olympic (M)       | 18  | 14 | 3 | 1  | 071:150 | +56   | 45     |
| 2.  | Miramar Rangers              | 18  | 12 | 4 | 2  | 063:190 | +44   | 40     |
| 3.  | Wellington Phoenix II (N)    | 18  | 10 | 3 | 5  | 032:170 | +15   | 33     |
| 4.  | Napier City Rovers           | 18  | 8  | 4 | 6  | 035:280 | +7    | 28     |
| 5.  | Waterside Karori             | 18  | 7  | 5 | 6  | 033:290 | +4    | 26     |
| 6.  | Petone                       | 18  | 5  | 4 | 9  | 024:390 | −15   | 19     |
| 7.  | North Wellington             | 18  | 5  | 3 | 10 | 031:440 | −13   | 18     |
| 8.  | Wellington United (N)        | 18  | 5  | 3 | 10 | 022:400 | −18   | 18     |
| 9.  | Western Suburbs              | 18  | 4  | 2 | 12 | 021:660 | −45   | 14     |
| 10. | Havelock North Wanderers (N) | 18  | 3  | 3 | 12 | 021:560 | −35   | 12     |

Platzierungskriterien: 1. Punkte – 2. Tordifferenz – 3. geschossene Tore

### Southern League
Im Vergleich zur Vorsaison nehmen zwei weitere Teams an der Saison teil. So kommen als Aufsteiger aus der Mainland Premier League Ferrymead Bays und Nomads United sowie aus der FootballSouth Premier League der Mosgiel AFC hinzu. Zudem benannte sich South City Royals zu dieser Saison in Dunedin City Royals um.
| Pl. | Verein                 | Sp. | S  | U | N  | Tore    | Diff. | Punkte |
| --- | ---------------------- | --- | -- | - | -- | ------- | ----- | ------ |
| 1.  | Christchurch United    | 18  | 16 | 1 | 1  | 074:120 | +62   | 49     |
| 2.  | Cashmere Technical (M) | 18  | 16 | 1 | 1  | 079:200 | +59   | 49     |
| 3.  | Nelson Suburbs         | 18  | 10 | 3 | 5  | 040:350 | +5    | 33     |
| 4.  | Dunedin City Royals    | 18  | 10 | 1 | 7  | 046:350 | +11   | 31     |
| 5.  | Ferrymead Bays (N)     | 18  | 9  | 3 | 6  | 037:300 | +7    | 30     |
| 6.  | Coastal Spirit         | 18  | 3  | 7 | 8  | 034:430 | −9    | 16     |
| 7.  | Nomads United (N)      | 18  | 4  | 3 | 11 | 028:570 | −29   | 15     |
| 8.  | Green Island           | 18  | 4  | 1 | 13 | 027:610 | −34   | 13     |
| 9.  | Selwyn United          | 18  | 2  | 5 | 11 | 027:480 | −21   | 11     |
| 10. | Mosgiel (N)            | 18  | 2  | 3 | 13 | 021:720 | −51   | 09     |

Platzierungskriterien: 1. Punkte – 2. Tordifferenz – 3. geschossene Tore

## Endrunde
Anders als in der Vorsaison konnten diesmal alle qualifizierten Mannschaften auch teilnehmen. Am Ende kam es im Grand Final zur Begegnung von Auckland City und Wellington Olympic, wobei erstere Mannschaft das Spiel für sich gewinnen konnte. Beide Mannschaften wurden so für die Teilnahme an der Gruppenphase der OFC Champions League 2023 nominiert.

### Championship
| Pl. | Verein                | Sp. | S | U | N | Tore    | Diff. | Punkte |
| --- | --------------------- | --- | - | - | - | ------- | ----- | ------ |
| 1.  | Auckland City         | 9   | 7 | 1 | 1 | 020:900 | +11   | 22     |
| 2.  | Wellington Olympic    | 9   | 7 | 1 | 1 | 030:800 | +22   | 22     |
| 3.  | Auckland United       | 9   | 5 | 2 | 2 | 014:130 | +1    | 17     |
| 4.  | Birkenhead United     | 8   | 4 | 2 | 2 | 019:170 | +2    | 14     |
| 5.  | Melville United       | 9   | 4 | 1 | 4 | 016:180 | −2    | 13     |
| 6.  | Wellington Phoenix II | 9   | 3 | 3 | 3 | 016:140 | +2    | 12     |
| 7.  | Cashmere Technical    | 9   | 4 | 0 | 5 | 019:180 | +1    | 12     |
| 8.  | Napier City Rovers    | 9   | 1 | 3 | 5 | 014:230 | −9    | 06     |
| 9.  | Christchurch United   | 9   | 1 | 2 | 6 | 012:260 | −14   | 05     |
| 10. | Miramar Rangers       | 9   | 1 | 1 | 7 | 011:250 | −14   | 04     |

Platzierungskriterien: 1. Punkte – 2. Tordifferenz – 3. geschossene Tore

### Grand Final
| Auckland City                                                                   | Auckland City | Wellington Olympic | Wellington Olympic |
| ------------------------------------------------------------------------------- | --- | --- | ------------------ |
| Auckland City                                                                   | \| 4. Dezember 2022 um 14:00 Uhr (02:00 Uhr MEZ) in Auckland (Mount Smart Stadium) \| \| Ergebnis: 3:2 (2:0) \| \| Schiedsrichter: Calvin Berg \| \| Spielbericht \| | \| 4. Dezember 2022 um 14:00 Uhr (02:00 Uhr MEZ) in Auckland (Mount Smart Stadium) \| \| Ergebnis: 3:2 (2:0) \| \| Schiedsrichter: Calvin Berg \| \| Spielbericht \| | Wellington Olympic |
| Auckland City                                                                   | Cheftrainer: Albert Riera ( Spanien) | Cheftrainer: Rupert Kemeys | Wellington Olympic |
| Auckland City                                                                   | 1:0 Liam Gillion (33.) 2:0 Gerard Garriga (40.) 3:0 Angus Kilkolly (88.)                                                                                             | 3:1 Tor Davenport-Petersen (77.) 3:2 Benjamin Mata (90.+1', Elfmeter)                                                                                                | Wellington Olympic |
| 4. Dezember 2022 um 14:00 Uhr (02:00 Uhr MEZ) in Auckland (Mount Smart Stadium) | | |                    |
| Ergebnis: 3:2 (2:0)                                                             | | |                    |
| Schiedsrichter: Calvin Berg                                                     | | |                    |
| Spielbericht                                                                    | | |                    |